# Kender du typen?
Kender du typen? er et dansk tv-program, som har været vist på DR1 siden 1994, oprindeligt under navnet "Må vi se?". Det havde et ugentligt seertal på 764.000 i 2016.
Selv om 'Kender du typen?' har eksisteret siden 1994, var det først i 1998, at de medvirkende i programmet blev kendte mennesker.
Konceptet er rimelig simpelt: en livsstilsekspert (senere to livsstilseksperter, der dyster mod hinanden) får lov at gå igennem en kendt persons hjem og skal så gætte, hvem der gemmer sig bag tingene.  Til slut i programmet får de så 3 valgmuligheder på hvem boligen tilhører, og skal så gætte det ud fra de 3 valgmuligheder.
De senere år har programmet fået både positiv og negativ kritik for sit indforståede spil mellem vært og eksperter med undertoner af sex. 
Desuden har tv-programmet været inspirationskilde til et afsnit af komedieserien Klovn, afsnit 66 med titlen Kender du typen?, som havde tv-premiere den 17. september 2018 på TV 2 med Flemming Møldrup som medvirkende.

## Værter
- Helle Lyster
- Lene Juul Bruun (1998)
- Kim Fogh (2004-2005)[5]
- Jens Blauenfeldt (2005-2011)[6]
- Mads Steffensen (2012-2021)
- Anna Lin (2021-2022)[7]
- Tobias Hansen (2023-)

## Livsstilseksperter
- Jørn Duus Hansen (1994-2000)
- Henrik Dahl (1997-?)
- Gitte Madsen
- Johannes Andersen
- Niels Erik Folmann (-2011)
- Henrik Byager
- Christine Feldthaus
- Christian Grau (2012-2014)
- Anne Glad (2011-)
- Flemming Møldrup (2015-2022)
- Jacob Holst Mouritzen (2023-)

## Episoder 2011-2024

### Sæson 2011
| Vært             | Episode | Livstilseksperter          | Anne Glads gæt          | Niels Folmanns gæt      | Hovedperson             | Udgivet          |
| ---------------- | ------- | -------------------------- | ----------------------- | ----------------------- | ----------------------- | ---------------- |
| Jens Blauenfeldt | 1       | Anne Glad og Niels Folmann | Jesper Theilgaard       | Jesper Theilgaard       | Frank Jensen            | 4. januar 2011   |
| Jens Blauenfeldt | 2       | Anne Glad og Niels Folmann | Mads Christensen        | Mads Christensen        | Mads Christensen        | 11. januar 2011  |
| Jens Blauenfeldt | 3       | Anne Glad og Niels Folmann | Louise Wolff            | Mille Dinesen           | Mille Dinesen           | 18. januar 2011  |
| Jens Blauenfeldt | 4       | Anne Glad og Niels Folmann | Benedikte Kiær          | Benedikte Kiær          | Benedikte Kiær          | 25. janaur 2011  |
| Jens Blauenfeldt | 5       | Anne Glad og Niels Folmann | Morten Ramsland         | Søren Dahl              | Morten Ramsland         | 1. februar 2011  |
| Jens Blauenfeldt | 6       | Anne Glad og Niels Folmann | Cath Danneskiold-Samsøe | Cath Danneskiold-Samsøe | Cath Danneskiold-Samsøe | 8. februar 2011  |
| Jens Blauenfeldt | 7       | Anne Glad og Niels Folmann | Ole Erling              | Ole Erling              | Ole Erling              | 16. februar 2011 |
| Jens Blauenfeldt | 8       | Anne Glad og Niels Folmann | Jan Schou               | Jan Schou               | Jan Schou               | 22. februar 2011 |
| Jens Blauenfeldt | 9       | Anne Glad og Niels Folmann | Mascha Vang             | Stine Bramsen           | Lotte Friis             | 1. marts 2011    |
| Jens Blauenfeldt | 10      | Anne Glad og Niels Folmann | Lasse Spang Olsen       | Lasse Spang Olsen       | Lasse Spang Olsen       | 8. marts 2011    |

### Sæson 2012
| Vært            | Episode | Livstilseksperter           | Anne Glads gæt        | Christian Graus gæt   | Boligen tilhørte      | Udgivet              |
| --------------- | ------- | --------------------------- | --------------------- | --------------------- | --------------------- | -------------------- |
| Mads Steffensen | 1       | Anne Glad og Christian Grau | Jeanette Ottesen      | Jeanette Ottesen      | Jeanette Ottesen      | 14. marts 2012       |
| Mads Steffensen | 2       | Anne Glad og Christian Grau | Joachim Knop          | Joachim Knop          | Joachim Knop          | 21. marts 2012       |
| Mads Steffensen | 3       | Anne Glad og Christian Grau | Susanne Rützou        | Stine Bosse           | Susanne Rützou        | 28. marts 2012       |
| Mads Steffensen | 4       | Anne Glad og Christian Grau | Jacob Holdt           | Jacob Holdt           | Jacob Holdt           | 4. april 2012        |
| Mads Steffensen | 5       | Anne Glad og Christian Grau | Astrid Krag           | Astrid Krag           | Astrid Krag           | 11. april 2012       |
| Mads Steffensen | 6       | Anne Glad og Christian Grau | Lone Scherfig         | Anne Dorthe Michelsen | Anne Dorthe Michelsen | 18. april 2012       |
| Mads Steffensen | 7       | Anne Glad og Christian Grau | Casper Elgaard        | Casper Elgaard        | Casper Elgaard        | 25. april 2012       |
| Mads Steffensen | 8       | Anne Glad og Christian Grau | Mangler i DR's arkiv  | Mangler i DR's arkiv  | Mangler i DR's arkiv  | Mangler i DR's arkiv |
| Mads Steffensen | 9       | Anne Glad og Christian Grau | Laura Drasbæk         | Laura Drasbæk         | Laura Drasbæk         | 9. maj 2012          |
| Mads Steffensen | 10      | Anne Glad og Christian Grau | Benjamin Koppel       | Benjamin Koppel       | Benjamin Koppel       | 16. maj 2012         |
| Mads Steffensen | 11      | Anne Glad og Christian Grau | Mangler i DR's arkiv  | Mangler i DR's arkiv  | Mangler i DR's arkiv  | Mangler i DR's arkiv |
| Mads Steffensen | 12      | Anne Glad og Christian Grau | Søren Ejlersen        | Søren Ejlersen        | Søren Ejlersen        | 17. oktober 2012     |
| Mads Steffensen | 13      | Anne Glad og Christian Grau | Emil Thorup           | Emil Thorup           | Emil Thorup           | 31. oktober 2012     |
| Mads Steffensen | 14      | Anne Glad og Christian Grau | Manu Sareen           | Manu Sareen           | Manu Sareen           | 7. november 2012     |
| Mads Steffensen | 15      | Anne Glad og Christian Grau | Lotte Svendsen        | Lotte Svendsen        | Lotte Svendsen        | 14. november 2012    |
| Mads Steffensen | 16      | Anne Glad og Christian Grau | Claus Dalby           | Claus Dalby           | Claus Dalby           | 21. november 2012    |
| Mads Steffensen | 17      | Anne Glad og Christian Grau | Marie Frank           | Marie Louise Wille    | Marie Louise Wille    | 28. november 2012    |
| Mads Steffensen | 18      | Anne Glad og Christian Grau | Charlotte Sahl-Madsen | Charlotte Sahl-Madsen | Charlotte Sahl-Madsen | 5. december 2012     |
| Mads Steffensen | 19      | Anne Glad og Christian Grau | Uffe Elbæk            | Henrik Day Poulsen    | Henrik Day Poulsen    | 12. december 2012    |
| Mads Steffensen | 20      | Anne Glad og Christian Grau | Lise-Lotte Norup      | Lise-Lotte Norup      | Lise-Lotte Norup      | 19. december 2012    |
| Mads Steffensen | 21      | Anne Glad og Christian Grau | Poul Pava             | Poul Pava             | Poul Pava             | 2. januar 2013       |

### Sæson 2013
| Vært            | Episode | Livstilseksperter           | Anne Glads gæt       | Christian Graus gæt  | Boligen tilhørte                      | Udgivet              |
| --------------- | ------- | --------------------------- | -------------------- | -------------------- | ------------------------------------- | -------------------- |
| Mads Steffensen | 1       | Anne Glad og Christian Grau | Benny Andersen       | Benny Andersen       | Benny Andersen (mangler i DR's arkiv) | 23. oktober 2013     |
| Mads Steffensen | 2       | Anne Glad og Christian Grau | Signe Wenneberg      | Signe Wenneberg      | Signe Wenneberg                       | 30. oktober 2013     |
| Mads Steffensen | 3       | Anne Glad og Christian Grau | Arne Astrup          | Arne Astrup          | Arne Astrup                           | 6. november 2013     |
| Mads Steffensen | 4       | Anne Glad og Christian Grau | Annemette Krakau     | Annemette Krakau     | Annemette Krakau                      | 13. november 2013    |
| Mads Steffensen | 5       | Anne Glad og Christian Grau | Pia Raug             | Birgitte Henrichsen  | Pia Raug                              | 20. november 2013    |
| Mads Steffensen | 6       | Anne Glad og Christian Grau | Bengt Burg           | Bengt Burg           | Bengt Burg                            | 27. november 2013    |
| Mads Steffensen | 7       | Anne Glad og Christian Grau |                      |                      | Kenneth Carlsen                       |                      |
| Mads Steffensen | 8       | Anne Glad og Christian Grau |                      |                      | Anne-Grethe Bjarup Riis               |                      |
| Mads Steffensen | 9       | Anne Glad og Christian Grau | Jesper Theilgaard    | Jesper Theilgaard    | Jesper Theilgaard                     |                      |
| Mads Steffensen | 10      | Anne Glad og Christian Grau | Vicki Jo Ringgaard   | Vicki Jo Ringgaard   | Vicki Jo Ringgaard                    |                      |
| Mads Steffensen | 11      | Anne Glad og Christian Grau | Lasse Spangenberg    | Lasse Spangenberg    | Lasse Spangenberg                     |                      |
| Mads Steffensen | 12      | Anne Glad og Christian Grau | Mangler i DR's arkiv | Mangler i DR's arkiv | Mangler i DR's arkiv                  | Mangler i DR's arkiv |
| Mads Steffensen | 13      | Anne Glad og Christian Grau | Johan Bülow          | Johan Bülow          | Johan Bülow                           |                      |
| Mads Steffensen | 14      | Anne Glad og Christian Grau | Peter Christensen    | Peter Christensen    | Thomas Buttenschøn                    |                      |

### Sæson 2014
| Vært            | Episode              | Livstilseksperter           | Anne Glads gæt        | Christian Graus gæt   | Boligen tilhørte      | Udgivet              |
| --------------- | -------------------- | --------------------------- | --------------------- | --------------------- | --------------------- | -------------------- |
| Mads Steffensen | 1                    | Anne Glad og Christian Grau | Bertel Haarder        | Bertel Haarder        | Bertel Haarder        | 6. januar 2014       |
| Mads Steffensen | 2                    | Anne Glad og Christian Grau | Lotte Arndal          | Lotte Arndal          | Lotte Arndal          | 13. januar 2014      |
| Mads Steffensen | 3                    | Anne Glad og Christian Grau | Lucy Love             | Lucy Love             | Lucy Love             | 20. januar 2014      |
| Mads Steffensen | 4                    | Anne Glad og Christian Grau | Thomas Helveg         | Thomas Pasfall        | Thomas Pasfall        | 27. januar 2014      |
| Mads Steffensen | 5                    | Anne Glad og Christian Grau | Mette Rode Sundstrøm  | Mette Rode Sundstrøm  | Mette Rode Sundstrøm  | 3. februar 2014      |
| Mads Steffensen | 6                    | Anne Glad og Christian Grau | Maise Njor            | Maise Njor            | Maise Njor            | 10. februar 2014     |
| Mads Steffensen | 7                    | Anne Glad og Christian Grau | Pernille Vigsø Bagge  | Pernille Vigsø Bagge  | Pernille Vigsø Bagge  | 17. februar 2014     |
| Mads Steffensen | 8                    | Anne Glad og Christian Grau | Søren Larsen          | Mads Vad              | Mads Vad              | 24. februar 2014     |
| Mads Steffensen | 9 Grand Prix-special | Anne Glad og Christian Grau | Jan Lagermand Lundme  | René Fris             | Jan Lagermand Lundme  | 7. maj 2014          |
| Mads Steffensen | 10                   | Anne Glad og Christian Grau | Mangler I DR's arkiv  | Mangler I DR's arkiv  | Mangler I DR's arkiv  | Mangler I DR's arkiv |
| Mads Steffensen | 11                   | Anne Glad og Christian Grau | Christina Roslyng     | Christina Hembo       | Christina Hembo       | 25. august 2014      |
| Mads Steffensen | 12                   | Anne Glad og Christian Grau | Anders Blichfeldt     | Anders Blichfeldt     | Anders Blichfeldt     | 1. september 2014    |
| Mads Steffensen | 13                   | Anne Glad og Christian Grau | Mascha Vang           | Mascha Vang           | Mascha Vang           | 8. september 2014    |
| Mads Steffensen | 14                   | Anne Glad og Christian Grau | Rikke Møller Pedersen | Rikke Møller Pedersen | Rikke Møller Pedersen | 15. september 2014   |
| Mads Steffensen | 15                   | Anne Glad og Christian Grau | Ingolf Gabold         | Ingolf Gabold         | Ingolf Gabold         | 22. september 2014   |
| Mads Steffensen | 16                   | Anne Glad og Christian Grau | Adrian Hughes         | Klaus Bondum          | Adrian Hughes         | 29. september 2014   |
| Mads Steffensen | 17                   | Anne Glad og Christian Grau | Søs Fenger            | Søs Fenger            | Søs Fenger            | 6. oktober 2014      |
| Mads Steffensen | 18                   | Anne Glad og Christian Grau | Thomas Rode Andersen  | Thomas Rode Andersen  | Thomas Rode Andersen  | 13. oktober 2014     |

### Sæson 2015
| Vært            | Episode              | Livstilseksperter             | Anne Glads gæt         | Flemming Møldrups gæt  | Boligen tilhørte       | Udgivet           |
| --------------- | -------------------- | ----------------------------- | ---------------------- | ---------------------- | ---------------------- | ----------------- |
| Mads Steffensen | 1                    | Anne Glad og Flemming Møldrup | Dan Rachlin            | Dan Rachlin            | Dan Rachlin            | 2. marts 2015     |
| Mads Steffensen | 2                    | Anne Glad og Flemming Møldrup | Dan Jørgensen          | Dan Jørgensen          | Dan Jørgensen          | 9. marts 2015     |
| Mads Steffensen | 3                    | Anne Glad og Flemming Møldrup | Szhirley               | Szhirley               | Szhirley               | 23. marts 2015    |
| Mads Steffensen | 4                    | Anne Glad og Flemming Møldrup | Mette Bock             | Josefine Ottesen       | Mette Bock             | 30. marts 2015    |
| Mads Steffensen | 5                    | Anne Glad og Flemming Møldrup | Ibi Makienok           | Ibi Makienok           | Ibi Makienok           | 6. april 2015     |
| Mads Steffensen | 6                    | Anne Glad og Flemming Møldrup | Kim Grenaa             | Kim Grenaa             | Kim Grenaa             | 13. april 2015    |
| Mads Steffensen | 7                    | Anne Glad og Flemming Møldrup | Helle Helle            | Helle Helle            | Helle Helle            | 20. april 2015    |
| Mads Steffensen | 8                    | Anne Glad og Flemming Møldrup | Allan Feldt            | Cutfather              | Allan Feldt            | 27. april 2015    |
| Mads Steffensen | 9                    | Anne Glad og Flemming Møldrup | Poul Thomsen           | Poul Thomsen           | Poul Thomsen           | 12. oktober 2015  |
| Mads Steffensen | 10                   | Anne Glad og Flemming Møldrup | Mikkel Borg Bjergsø    | Mikkel Borg Bjergsø    | Mikkel Borg Bjergsø    | 19. oktober 2015  |
| Mads Steffensen | 11                   | Anne Glad og Flemming Møldrup | Kristian Von Hornsleth | Kristian Von Hornsleth | Kristian Von Hornsleth | 2. november 2015  |
| Mads Steffensen | 12                   | Anne Glad og Flemming Møldrup | Anne Sofie Espersen    | Anne Sofie Espersen    | Anne Sofie Espersen    | 9. november 2015  |
| Mads Steffensen | 13                   | Anne Glad og Flemming Møldrup | Lotte Freddie          | Lotte Freddie          | Lotte Freddie          | 16. november 2015 |
| Mads Steffensen | 14                   | Anne Glad og Flemming Møldrup | Mai Mercado            | Claudia Rex            | Claudia Rex            | 23. november 2015 |
| Mads Steffensen | 15                   | Anne Glad og Flemming Møldrup | Tommy Kenter           | Hans Engell            | Jussi Adler-Olsen      | 30. november 2015 |
| Mads Steffensen | 16 - Digital Special | Anne Glad og Flemming Møldrup | Le Gammeltoft          | Le Gammeltoft          | Le Gammeltoft          | 16. marts 2015    |

### Sæson 2016
| Vært            | Episode          | Livstilseksperter             | Anne Glads gæt      | Flemming Møldrups gæt   | Boligen tilhørte    | Udgivet           |
| --------------- | ---------------- | ----------------------------- | ------------------- | ----------------------- | ------------------- | ----------------- |
| Mads Steffensen | 1                | Anne Glad og Flemming Møldrup | Marie Frank         | Marie Frank             | Marie Frank         | 22. februar 2016  |
| Mads Steffensen | 2                | Anne Glad og Flemming Møldrup | Nicholas Kawamura   | Nicholas Kawamura       | Nicholas Kawamura   | 29. februar 2016  |
| Mads Steffensen | 3                | Anne Glad og Flemming Møldrup | Pia Olsen Dyhr      | Lisbeth Zornig Andersen | Pia Olsen Dyhr      | 7. marts 2016     |
| Mads Steffensen | 4                | Anne Glad og Flemming Møldrup | Erik Sviatchenko    | Erik Sviatchenko        | Erik Sviatchenko    | 14. marts 2016    |
| Mads Steffensen | 5                | Anne Glad og Flemming Møldrup | Frode Munksgaard    | Frode Munksgaard        | Frode Munksgaard    | 21. marts 2016    |
| Mads Steffensen | 6                | Anne Glad og Flemming Møldrup | Mie Skov            | Mie Skov                | Lisbeth Østergaard  | 28. marts 2016    |
| Mads Steffensen | 7                | Anne Glad og Flemming Møldrup | Jakob Olrik         | Jakob Olrik             | Jakob Olrik         | 4. april 2016     |
| Mads Steffensen | 8                | Anne Glad og Flemming Møldrup | Naja Munthe         | Naja Munthe             | Naja Munthe         | 11. april 2016    |
| Mads Steffensen | 9                | Anne Glad og Flemming Møldrup | Mattias Tesfaye     | Mattias Hundebøll       | Mattias Hundebøll   | 18. april 2016    |
| Mads Steffensen | 10               | Anne Glad og Flemming Møldrup | Kasper Eistrup      | Kasper Eistrup          | Kasper Eistrup      | 25. april 2016    |
| Mads Steffensen | 11               | Anne Glad og Flemming Møldrup | Sofie Linde         | Sofie Linde             | Sofie Linde         | 2. januar 2017    |
| Mads Steffensen | 12               | Anne Glad og Flemming Møldrup | Søren Pape Poulsen  | Søren Pape Poulsen      | Søren Pape Poulsen  | 9. januar 2017    |
| Mads Steffensen | 13               | Anne Glad og Flemming Møldrup | Asger Reher         | Asger Reher             | Asger Reher         | 8. maj 2017       |
| Mads Steffensen | 14               | Anne Glad og Flemming Møldrup | Marie Carmen Koppel | Marie Carmen Koppel     | Marie Carmen Koppel | 15. maj 2017      |
| Mads Steffensen | 15               | Anne Glad og Flemming Møldrup | Jonas Schmidt       | Jonas Schmidt           | Jonas Schmidt       | 22. maj 2017      |
| Mads Steffensen | 16               | Anne Glad og Flemming Møldrup |                     |                         | Karen Thisted       | 29. maj 2017      |
| Mads Steffensen | 17               | Anne Glad og Flemming Møldrup | Julie Berthelsen    | Julie Berthelsen        | Julie Berthelsen    | 5. juni 2017      |
| Mads Steffensen | 18               | Anne Glad og Flemming Møldrup | Amin Jensen         | Amin Jensen             | Amin Jensen         | 12. juni 2017     |
| Mads Steffensen | 19 - Julespecial | Anne Glad og Flemming Møldrup | Sebastian Klein     | Sebastian Klein         | Sebastian Klein     | 27. december 2016 |

### Sæson 2017
| Vært            | Episode          | Livstilseksperter             | Anne Glads gæt       | Flemming Møldrups gæt | Boligen tilhørte     | Udgivet           |
| --------------- | ---------------- | ----------------------------- | -------------------- | --------------------- | -------------------- | ----------------- |
| Mads Steffensen | 1                | Anne Glad og Flemming Møldrup | Peter Beier          | Peter Beier           | Peter Beier          | 9. oktober 2017   |
| Mads Steffensen | 2                | Anne Glad og Flemming Møldrup | Christine Antorini   | Christine Antorini    | Christine Antorini   | 16. oktober 2017  |
| Mads Steffensen | 3                | Anne Glad og Flemming Møldrup | Jan Grarup           | Jan Grarup            | Jan Grarup           | 23. oktober 2017  |
| Mads Steffensen | 4                | Anne Glad og Flemming Møldrup | Birgit Aaby          | Birgit Aaby           | Birgit Aaby          | 30. oktober 2017  |
| Mads Steffensen | 5                | Anne Glad og Flemming Møldrup | Kirsten Siggaard     | Kirsten Siggaard      | Kirsten Siggaard     | 13. november 2017 |
| Mads Steffensen | 6                | Anne Glad og Flemming Møldrup | Jon Dahl Tomasson    | Jesper Høvring        | Jesper Høvring       | 20. november 2017 |
| Mads Steffensen | 7                | Anne Glad og Flemming Møldrup | Julie Ølgaard        | Julie Ølgaard         | Julie Ølgaard        | 27. november 2017 |
| Mads Steffensen | 8                | Anne Glad og Flemming Møldrup | Chris Christoffersen | Chris Christoffersen  | Chris Christoffersen | 4. december 2017  |
| Mads Steffensen | 9                | Anne Glad og Flemming Møldrup | Marie Krarup         | Marie Krarup          | Marie Krarup         | 11. december 2017 |
| Mads Steffensen | 10 - Julespecial | Anne Glad og Flemming Møldrup | Svend Brinkmann      | Jens Rohde            | Jens Rohde           | 17. december 2017 |
| Mads Steffensen | 11               | Anne Glad og Flemming Møldrup | Claus Pilgaard       | Søren Dahl            | Søren Dahl           | 23. december 2017 |

### Sæson 2018
| Vært            | Episode                               | Livstilseksperter             | Anne Glads gæt         | Flemming Møldrups gæt  | Boligen tilhørte        | Udgivet           |
| --------------- | ------------------------------------- | ----------------------------- | ---------------------- | ---------------------- | ----------------------- | ----------------- |
| Mads Steffensen | 1                                     | Anne Glad og Flemming Møldrup | Mogens Jensen          | Nikolaj Hübbe          | Nikolaj Hübbe           | 15. januar 2018   |
| Mads Steffensen | 2                                     | Anne Glad og Flemming Møldrup | Nikita Klæstrup        | Nikita Klæstrup        | Nikita Klæstrup         | 22. januar 2018   |
| Mads Steffensen | 3                                     | Anne Glad og Flemming Møldrup | Katrine Marie Guldager | Katrine Marie Guldager | Lisbeth Zornig Andersen | 29. januar 2018   |
| Mads Steffensen | 4                                     | Anne Glad og Flemming Møldrup | Matias Møl Dalsgaard   | Rasmus Jarlov          | Matias Møl Dalsgaard    | 5. februar 2018   |
| Mads Steffensen | 5 Med bumser og Bond                  | Anne Glad og Flemming Møldrup | Sarah Grünewald        | Sarah Grünewald        | Sarah Grünewald         | 2. april 2018     |
| Mads Steffensen | 6 Med flygel og bjælkehytte           | Anne Glad og Flemming Møldrup | Sigurd Barrett         | Sigurd Barrett         | Sigurd Barrett          | 9. april 2018     |
| Mads Steffensen | 7 Med kosttilskud og rod i skuffen    | Anne Glad og Flemming Møldrup | Beate Bille            | Beate Bille            | Beate Bille             | 16. april 2018    |
| Mads Steffensen | 8 Med pallesofa og poseklemmer        | Anne Glad og Flemming Møldrup | Trine Gadeberg         | Sofie Carsten Nielsen  | Trine Gadeberg          | 23. april 2018    |
| Mads Steffensen | 9 Med østers og rejsefeber            | Anne Glad og Flemming Møldrup | Michael Juul Eriksen   | Michael Katz Krefeld   | Michael Katz Krefeld    | 30. april 2018    |
| Mads Steffensen | 10 Med kaffebar og lusksushonning     | Anne Glad og Flemming Møldrup | Sara Slott             | Sofie Østergaard       | Sara Slott              | 7. maj 2018       |
| Mads Steffensen | 11 Med finkultur og russisk gadevold  | Anne Glad og Flemming Møldrup | Hassan Preisler        | Hassan Preisler        | Hassan Preisler         | 14. maj 2018      |
| Mads Steffensen | 12 Med bondeliv og bling bling        | Anne Glad og Flemming Møldrup | Jacob Haugaard         | Jacob Haugaard         | Jacob Haugaard          | 8. oktober 2018   |
| Mads Steffensen | 13 Med hængekøje og mandehule         | Anne Glad og Flemming Møldrup | Morten Hesseldahl      | Morten Hesseldahl      | Morten Hesseldahl       | 15. oktober 2018  |
| Mads Steffensen | 14 Med nachos og næsehår              | Anne Glad og Flemming Møldrup | Sara Bro               | Sara Bro               | Sara Bro                | 22. oktober 2018  |
| Mads Steffensen | 15 Med mannequin og enarmet tyveknægt | Anne Glad og Flemming Møldrup | Ester Brohus           | Ester Brohus           | Ester Brohus            | 29. oktober 2018  |
| Mads Steffensen | 16 Med far til fire og Tintin         | Anne Glad og Flemming Møldrup | Regner Grasten         | Regner Grasten         | Regner Grasten          | 12. november 2018 |
| Mads Steffensen | 17 Med bøger og blod                  | Anne Glad og Flemming Møldrup | Sanne Søndergaard      | Sanne Søndergaard      | Sanne Søndergaard       | 19. november 2018 |
| Mads Steffensen | 18 Med håndsæbe og hjemmebiograf      | Anne Glad og Flemming Møldrup | Adam Aamann            | Adam Aamann            | Adam Aamann             | 26. november 2018 |
| Mads Steffensen | 19 Med champagne og søjlegran         | Anne Glad og Flemming Møldrup | Charlotte Sparre       | Charlotte Sparre       | Maiken Wexø             | 3. december 2018  |
| Mads Steffensen | 20 Med Elvis og øjebæ                 | Anne Glad og Flemming Møldrup | Camille Jones          | Lærke Winther          | Camille Jones           | 8. januar 2019    |
| Mads Steffensen | 21 Med gadgets og hindbærbrus         | Anne Glad og Flemming Møldrup | Joachim Boldsen        | Joachim Boldsen        | Joachim Boldsen         | 15. januar 2019   |

### Sæson 2019
| Vært            | Episode                         | Livstilseksperter             | Anne Glads gæt                 | Flemming Møldrups gæt            | Boligen tilhørte                 | Udgivet            |
| --------------- | ------------------------------- | ----------------------------- | ------------------------------ | -------------------------------- | -------------------------------- | ------------------ |
| Mads Steffensen | 1 Med bandeord og perleplader   | Anne Glad og Flemming Møldrup | Gyrith Cecilie Ross            | Natasha Al-Hariri                | Natasha Al-Hariri                | 22. januar 2019    |
| Mads Steffensen | 2 Med ånder og mundskyl         | Anne Glad og Flemming Møldrup | Amalie Szigethy                | Amalie Szigethy                  | Amalie Szigethy                  | 29. januar 2019    |
| Mads Steffensen | Med motorsav og Massey Ferguson | Anne Glad og Flemming Møldrup | Katrine Fruelund               | Katrine Fruelund                 | Katrine Fruelund                 | 5. februar 2019    |
| Mads Steffensen | Med våddragt og 60'er villa     | Anne Glad og Flemming Møldrup | Jeanette Varberg               | Jeanette Varberg                 | Jeanette Varberg                 | 12. februar 2019   |
| Mads Steffensen | Med diskolys og kajak           | Anne Glad og Flemming Møldrup | Anne Lindfjeld                 | Sofie Østergaard                 | Sofie Østergaard                 | 19. februar 2019   |
| Mads Steffensen | Med take-away og telefonpibe    | Anne Glad og Flemming Møldrup |                                |                                  | Nikolaj Stokholm                 | 26. februar 2019   |
| Mads Steffensen | Med fodboldfan og æresgæst      | Anne Glad og Flemming Møldrup | Peter Warnøe                   | Peter Warnøe                     | Peter Warnøe                     | 5. marts 2019      |
| Mads Steffensen | Med safari og marmor            | Anne Glad og Flemming Møldrup |                                |                                  | Maria Montell                    | 12. marts 2019     |
| Mads Steffensen | Med vakuumbukser og dobbeltdyne | Anne Glad og Flemming Møldrup | Ida Praetorius                 | Ida Praetorius                   | Ida Praetorius                   | 19. marts 2019     |
| Mads Steffensen | Med blomsterbørn og brun sytråd | Anne Glad og Flemming Møldrup | Maren Uthaug                   | Maren Uthaug                     | Maren Uthaug                     | 26. marts 2019     |
| Mads Steffensen | Med præst og papvin             | Anne Glad og Flemming Møldrup | Liselott Blixt                 | Rosa Kildahl                     | Rosa Kildahl                     | 19. august 2019    |
| Mads Steffensen | Med minder og mannequin         | Anne Glad og Flemming Møldrup | Mette Horn                     | Mette Horn                       | Mette Horn                       | 26. august 2019    |
| Mads Steffensen | Med mælk og medaljer            | Anne Glad og Flemming Møldrup | Annika Langvad og Thomas Bonne | Bjørn Bitsch og Ashli Williamson | Bjørn Bitsch og Ashli Williamson | 2. september 2019  |
| Mads Steffensen | Med Bali og brændekløver        | Anne Glad og Flemming Møldrup | Jesper Vollmer                 | Jesper Vollmer                   | Jesper Vollmer                   | 9. september 2019  |
| Mads Steffensen | Med smør og søudsigt            | Anne Glad og Flemming Møldrup | Katrine Engberg                | Katrine Engberg                  | Katrine Engberg                  | 16. september 2019 |
| Mads Steffensen | Med baby og butterfly           | Anne Glad og Flemming Møldrup | Frederik Bagger                | Frederik Bagger                  | Frederik Bagger                  | 23. september 2019 |
| Mads Steffensen | Med percussion og parasol       | Anne Glad og Flemming Møldrup | Lars "Chief 1" Pedersen        | Lars "Chief 1" Pedersen          | Lars "Chief 1" Pedersen          | 30. september 2019 |
| Mads Steffensen | Med Tivoli og terrasse          | Anne Glad og Flemming Møldrup | Ditte Okman                    | Ditte Okman                      | Ditte Okman                      | 7. oktober 2019    |
| Mads Steffensen | Med stripperstang og biksemad   | Anne Glad og Flemming Møldrup | Torben Chris                   | Torben Chris                     | Torben Chris                     | 14. oktober 2019   |
| Mads Steffensen | Med sansefest og færdigmad      | Anne Glad og Flemming Møldrup | Mette Helena Rasmussen         | Mette Helena Rasmussen           | Mette Helena Rasmussen           | 21. oktober 2019   |
| Mads Steffensen | Med wow i Berlin                | Anne Glad og Flemming Møldrup | Sissel-Jo Gazan                | Sissel-Jo Gazan                  | Sissel-Jo Gazan                  | 23. december 2019  |
| Mads Steffensen | Med pool og piano               | Anne Glad og Flemming Møldrup |                                |                                  | Jakob Kjeldbjerg                 | 30. december 2019  |

### Sæson 2020[9]
| Vært            | Episode                                | Livstilseksperter             | Anne Glads gæt       | Flemming Møldrups gæt | Boligen tilhørte     | Udgivet      |
| --------------- | -------------------------------------- | ----------------------------- | -------------------- | --------------------- | -------------------- | ------------ |
| Mads Steffensen | 1. Med kanindragt og kopsamling        | Anne Glad og Flemming Møldrup | Mia Wagner           | Mia Wagner            | Mia Wagner           | 7. Jan 2020  |
| Mads Steffensen | 2. Med slik og strømpebuksecreme       | Anne Glad og Flemming Møldrup | Mette Bluhme Rieck   | Mette Bluhme Rieck    | Mette Bluhme Rieck   | 14. Jan 2020 |
| Mads Steffensen | 3. Med træsko og designertøj           | Anne Glad og Flemming Møldrup | Dy Plambeck          | Dy Plambeck           | Dy Plambeck          | 21. Jan 2020 |
| Mads Steffensen | 4. Med grill på badeværelset           | Anne Glad og Flemming Møldrup | Morten Strunge       | Martin Jensen         | Martin Jensen        | 28. Jan 2020 |
| Mads Steffensen | 5. Med dyt og dyppelse                 | Anne Glad og Flemming Møldrup | Rosa Lund            | Ane Høgsberg          | Ane Høgsberg         | 4. Feb 2020  |
| Mads Steffensen | 6. Med filler og følelser              | Anne Glad og Flemming Møldrup | Thomas Evers Poulsen | Thomas Evers Poulsen  | Thomas Evers Poulsen | 11. Feb 2020 |
| Mads Steffensen | 7. Med saltvand og sød tand            | Anne Glad og Flemming Møldrup | Casper Steinfath     | Casper Steinfath      | Casper Steinfath     | 18. Feb 2020 |
| Mads Steffensen | 8. Med mågestel og opholdstilladelse   | Anne Glad og Flemming Møldrup | Umut Sakarya         | Umut Sakarya          | Umut Sakarya         | 25. Feb 2020 |
| Mads Steffensen | 9. Med kimchi og Kalles Kaviar         | Anne Glad og Flemming Møldrup | Louisa Lorang        | Louisa Lorang         | Louisa Lorang        | 3. Mar 2020  |
| Mads Steffensen | 10. Med frysemad og fransk forelskelse | Anne Glad og Flemming Møldrup | Michael Ziegler      | Michael Ziegler       | Michael Ziegler      | 10. Mar 2020 |
| Mads Steffensen | 11. Med Barnaby og badeand             | Anne Glad og Flemming Møldrup | Søren Gade           | Søren Gade            | Søren Gade           | 18. Aug 2020 |
| Mads Steffensen | 12. Med nøgenbad og jomfrubur          | Anne Glad og Flemming Møldrup | Kathrine Lilleør     | Kathrine Lilleør      | Kathrine Lilleør     | 25. Aug 2020 |
| Mads Steffensen | 13. Med spa og mormor                  | Anne Glad og Flemming Møldrup | Silas Holst          | Pelle Dragsted        | Silas Holst          | 1. Sep 2020  |
| Mads Steffensen | 14. Med klipper og koldskålsis         | Anne Glad og Flemming Møldrup | Lea Wermelin         | Lea Wermelin          | Lea Wermelin         | 20. Okt 2020 |
| Mads Steffensen | 15. Med rejsenips og hængekøje         | Anne Glad og Flemming Møldrup | Pelle Hvenegaard     | Pelle Hvenegaard      | Pelle Hvenegaard     | 27. Okt 2020 |
| Mads Steffensen | 16. Med butler og bacon                | Anne Glad og Flemming Møldrup | Mikael Bertelsen     | Ole Birk Olesen       | Ole Birk Olesen      | 3. Nov 2020  |
| Mads Steffensen | 17. Med pulvermad og luksuslakrids     | Anne Glad og Flemming Møldrup | Pusle Helmuth        | Anne Herdorf          | Pusle Helmuth        | 10. Nov 2020 |
| Mads Steffensen | 18. Med skeletter og sportsvogne       | Anne Glad og Flemming Møldrup | Marco Evaristti      | Marco Evaristti       | Marco Evaristti      | 17. Nov 2020 |
| Mads Steffensen | 19. Med pølsebrød og kropsbehåring     | Anne Glad og Flemming Møldrup | Katinka Bjerregaard  | Katinka Bjerregaard   | Katinka Bjerregaard  | 24. Nov 2020 |
| Mads Steffensen | 20. Med nonnebord og næsehårstrimmer   | Anne Glad og Flemming Møldrup | Jarl Friis-Mikkelsen | Jarl Friis-Mikkelsen  | Jarl Friis-Mikkelsen | 1. Dec 2020  |
| Mads Steffensen | 21. Med sværd og maksimalisme          | Anne Glad og Flemming Møldrup | Tina Kiberg          | Maria Helleberg       | Maria Helleberg      | 8. Dec 2020  |
| Mads Steffensen | 22. Med fluer og familiegård           | Anne Glad og Flemming Møldrup | Julia Sofia Aastrup  | Julia Sofia Aastrup   | Julia Sofia Aastrup  | 15. Dec 2020 |
| Mads Steffensen | 23. Med jul og pool                    | Anne Glad og Flemming Møldrup | Lindy Ahdahl         | Lindy Ahdahl          | Lindy Ahdahl         | 22. Dec 2020 |
| Mads Steffensen | 24. Med champagne og solbriller        | Anne Glad og Flemming Møldrup | Søren Le Schmidt     | Søren Le Schmidt      | Søren Le Schmidt     | 29. Dec 2020 |

### Sæson 2021[10]
| Vært            | Episode                                                      | Livstilseksperter             | Anne Glads gæt                     | Flemming Møldrups gæt                                            | Boligen tilhørte            | Udgivet            |
| --------------- | ------------------------------------------------------------ | ----------------------------- | ---------------------------------- | ---------------------------------------------------------------- | --------------------------- | ------------------ |
| Mads Steffensen | 1. Med rævehaler og kælerejer                                | Anne Glad og Flemming Møldrup | Thomas Bickham                     | Thomas Bickham                                                   | Thomas Bickham              | 5. januar 2021     |
| Mads Steffensen | 2. Med nypudsede sko og lakridspiber                         | Anne Glad og Flemming Møldrup | Bent Isager-Nielsen                | Bent Isager-Nielsen                                              | Bent Isager-Nielsen         | 12. januar 2021    |
| Mads Steffensen | 3. Med madplan og ridderkors                                 | Anne Glad og Flemming Møldrup | Chris Minh Doky                    | Kim Bildsøe Lassen                                               | Chris Minh Doky             | 26. januar 2021    |
| Mads Steffensen | 4. Med barndomsbord og blodrød bøf                           | Anne Glad og Flemming Møldrup | Christina Krzyrosiak Hansen        | Christina Krzyrosiak Hansen                                      | Christina Krzyrosiak Hansen | 2. februar 2021    |
| Mads Steffensen | 5. Med lyserød veloursofa og baby-bling                      | Anne Glad og Flemming Møldrup | Benjamin Hav                       | Pelle Peter Jencel                                               | Pelle Peter Jencel          | 9. februar 2021    |
| Mads Steffensen | 6. De bedste med Mads: Med rugbrødsmadder og royalt porcelæn | Anne Glad og Christian Grau   | Jeanette Ottesen                   | (Christian Graus gæt - ikke Flemming Møldrups) Jeanette Ottesen  | Jeanette Ottesen            |                    |
| Mads Steffensen | 7. De bedste med Mads: Med e-cigaret og instrumenter         | Anne Glad og Christian Grau   | Peter Christensen                  | (Christian Graus gæt - ikke Flemming Møldrups) Peter Christensen | Thomas Buttenschøn          |                    |
| Mads Steffensen | 8. De bedste med Mads: Med orkidé og mikroovnsburger         | Anne Glad og Flemming Møldrup | Dan Rachlin                        | Dan Rachlin                                                      | Dan Rachlin                 |                    |
| Mads Steffensen | 9. De bedste med Mads: Med kogende vand og kioskbesøg        | Anne Glad og Flemming Møldrup | Sofie Linde                        | Sofie Linde                                                      | Sofie Linde                 |                    |
| Mads Steffensen | 10. De bedste med Mads: Med take-away og telefonpibe         | Anne Glad og Flemming Møldrup | Nikolaj Stokholm                   | Nikolaj Stokholm                                                 | Nikolaj Stokholm            |                    |
| Anna Lin        | 11. Med scorebesked i Nordjylland                            | Anne Glad og Flemming Møldrup | Lærke Møller                       | Marie Bjerre                                                     | Liv Martine Hansen          | 30. juni 2021      |
| Anna Lin        | Med tidsrejse og rod i skuffen                               | Anne Glad og Flemming Møldrup | Line Jensen                        | Line Jensen                                                      | Line Jensen                 | 14. juli 2021      |
| Anna Lin        | Med stalker og rysteribs                                     | Anne Glad og Flemming Møldrup | Eddie Skoller                      | Jørgen de Mylius                                                 | Jørgen de Mylius            | 4. august 2021     |
| Anna Lin        | Med faldskærm og faste pladser                               | Anne Glad og Flemming Møldrup | Pia Kjærsgaard                     | Dorthe Kollo                                                     | Pia Kjærsgaard              | 11. august 2021    |
| Anna Lin        | Med zebra og champagne                                       | Anne Glad og Flemming Møldrup | Stasia Hallas                      | Stasia Hallas                                                    | Stasia Hallas               | 29. september 2021 |
| Anna Lin        | Med cola og kukur                                            | Anne Glad og Flemming Møldrup | Knud Romer                         | Knud Romer                                                       | Knud Romer                  | 6. oktober 2021    |
| Anna Lin        | Med kolonihave og coq au vin                                 | Anne Glad og Flemming Møldrup | Anette Støvelbæk og Lars Mikkelsen | Janni Pedersen og Kim Faber                                      | Janni Pedersen og Kim Faber | 20. oktober 2021   |
| Anna Lin        | Med Hemingway og hårtot                                      | Anne Glad og Flemming Møldrup | Ole Kibsgaard                      | Ole Kibsgaard                                                    | Ole Kibsgaard               | 27. oktober 2021   |
| Anna Lin        | Med neglekunst og latte art                                  | Anne Glad og Flemming Møldrup | Christel Pixi                      | Christel Pixi                                                    | Mie Skov                    | 10. november 2021  |
| Anna Lin        | Med basser og byture                                         | Anne Glad og Flemming Møldrup | Michael Schøt                      | Daniel Svensson                                                  | Daniel Svensson             | 24. november 2021  |
| Anna Lin        | Med genbryllup og glemte cykler                              | Anne Glad og Flemming Møldrup | Jon Lange                          | Jon Lange                                                        | Jon Lange                   | 1. december 2021   |
| Anna Lin        | Med ostehaps og farvet skæg                                  | Anne Glad og Flemming Møldrup | Anders Hemmingsen                  | Anders Grau                                                      | Anders Hemmingsen           | 15. december 2021  |
| Anna Lin        | Med fiskegrej og frosne snacks                               | Anne Glad og Flemming Møldrup | Rasmus Brohave                     | Mathias Gidsel                                                   | Rasmus Brohave              | 22. december 2021  |
| Anna Lin        | Med fisk og forsyningsangst                                  | Anne Glad og Flemming Møldrup | Line Baun Danielsen                | Julie Hastrup                                                    | Julie Hastrup               | 29. december 2021  |

### Sæson 2022[11]
| Vært     | Episode                          | Livstilseksperter             | Anne Glads gæt          | Flemming Møldrups gæt   | Boligen tilhørte        | Udgivet            |
| -------- | -------------------------------- | ----------------------------- | ----------------------- | ----------------------- | ----------------------- | ------------------ |
| Anna Lin | Med suspekt og skævt gulv        | Anne Glad og Flemming Møldrup | Sophie Hæstorp Andersen | Sophie Hæstorp Andersen | Sophie Hæstorp Andersen | 15. februar 2022   |
| Anna Lin | Med sylte og store selskaber     | Anne Glad og Flemming Møldrup | Tage Frandsen           | Tage Frandsen           | Tage Frandsen           | 22. februar 2022   |
| Anna Lin | Med stiletter og ladcykel        | Anne Glad og Flemming Møldrup | Mette Østergaard        | Mette Østergaard        | Mette Østergaard        | 1. marts 2022      |
| Anna Lin | Med underhakkere og energidrik   | Anne Glad og Flemming Møldrup | Lasse Madsen            | Lasse Madsen            | Lasse Madsen            | 8. marts 2022      |
| Anna Lin | Med en ting for træ              | Anne Glad og Flemming Møldrup | Anders Dam              | Roger Buch              | Roger Buch              | 15. marts 2022     |
| Anna Lin | Med slyngelstue og samtalelokum  | Anne Glad og Flemming Møldrup | Katrine Muff            | Olga Ravn               | Katrine Muff            | 22. marts 2022     |
| Anna Lin | Med fadervor og oilpulling       | Anne Glad og Flemming Møldrup | Pernille Weiss          | Pernille Weiss          | Pernille Weiss          | 29. marts 2022     |
| Anna Lin | Med orakelkort og keramik        | Anne Glad og Flemming Møldrup | Michelle Kristensen     | Michelle Kristensen     | Michelle Kristensen     | 5. april 2022      |
| Anna Lin | Med UFO og isbjørnekranie        | Anne Glad og Flemming Møldrup | Rasmus Lyberth          | Flemming Jensen         | Rasmus Lyberth          | 19. april 2022     |
| Anna Lin | Med krogmodning bag lukket port  | Anne Glad og Flemming Møldrup | Jesper Koch             | Jesper Koch             | Jesper Koch             | 26. april 2022     |
| Anna Lin | Med fuld fart og fuld kalender   | Anne Glad og Flemming Møldrup | Anne-Marie Rindom       | Anne-Marie Rindom       | Anne-Marie Rindom       | 17. maj 2022       |
| Anna Lin | Med båd og bjørne i haven        | Anne Glad og Flemming Møldrup | Adrian Hughes           | Adrian Hughes           | Adrian Hughes           | 28. juni 2022      |
| Anna Lin | Med blomstereng og babyrytmik    | Anne Glad og Flemming Møldrup | Poul Madsen             | Poul Madsen             | Poul Madsen             | 12. juli 2022      |
| Anna Lin | Med rejer og råhygge             | Anne Glad og Flemming Møldrup | Ida Davidsen            | Lisbet Dahl             | Lisbet Dahl             | 19. juli 2022      |
| Anna Lin | Med mumiekat på Møn              | Anne Glad og Flemming Møldrup | Jannie Faurschou        | Jette Gottlieb          | Jannie Faurschou        | 27. september 2022 |
| Anna Lin | Med flygel i første række        | Anne Glad og Flemming Møldrup | Dennis Knudsen          | Dennis Knudsen          | Dennis Knudsen          | 4. oktober 2022    |
| Anna Lin | Med funkis og daggammel burger   | Anne Glad og Flemming Møldrup | Lærke Bagger            | Lærke Bagger            | Lærke Bagger            | 11. oktober 2022   |
| Anna Lin | Med temperament og tårer         | Anne Glad og Flemming Møldrup | Esben Dalgaard          | Esben Dalgaard          | Esben Dalgaard          | 18. oktober 2022   |
| Anna Lin | Med gadekryds og tagterrasse     | Anne Glad og Flemming Møldrup | Anna Thygesen           | Anna Thygesen           | Anna Thygesen           | 25. oktober 2022   |
| Anna Lin | Med komposit og karrysild        | Anne Glad og Flemming Møldrup | Mark O. Madsen          | Niels Fuglsang          | Mark O. Madsen          | 8. november 2022   |
| Anna Lin | Med guldsko og vasketøj i bunker | Anne Glad og Flemming Møldrup | Julia Lahme             | Julia Lahme             | Julia Lahme             | 15. november 2022  |
| Anna Lin | Med bacon og badekar             | Anne Glad og Flemming Møldrup | Pernille Vermund        | Pernille Vermund        | Pernille Vermund        | 22. november 2022  |

### Sæson 2023
| Vært          | Episode                              | Livstilseksperter                  | Anne Glads gæt                   | Jacob Mouritzens gæt                       | Boligen tilhørte                           | Udgivet            |
| ------------- | ------------------------------------ | ---------------------------------- | -------------------------------- | ------------------------------------------ | ------------------------------------------ | ------------------ |
| Tobias Hansen | Med hamster og Dostojevskij          | Anne Glad og Jacob Holst Mouritzen | Gorm Wisweh                      | Jacob Lohmann                              | Gorm Wisweh                                | 24. januar 2023    |
| Tobias Hansen | Med råhygge og racerbil              | Anne Glad og Jacob Holst Mouritzen | Jørgen Olsen                     | Jørgen Olsen                               | Jørgen Olsen                               | 31. januar 2023    |
| Tobias Hansen | Med vandpibe og bidet                | Anne Glad og Jacob Holst Mouritzen | Nicki Pedersen                   | Nicki Pedersen                             | Nicki Pedersen                             | 7. februar 2023    |
| Tobias Hansen | Med bare fødder og firhjulstrækker   | Anne Glad og Jacob Holst Mouritzen | Katrine Foged Thomsen            | Katrine Foged Thomsen                      | Katrine Foged Thomsen                      | 15. marts 2023     |
| Tobias Hansen | Med visne planter og ridser i lakken | Anne Glad og Jacob Holst Mouritzen | Glenn Bech                       | Glenn Bech                                 | Glenn Bech                                 | 22. marts 2023     |
| Tobias Hansen | Med østers og plastik-ur             | Anne Glad og Jacob Holst Mouritzen | Kristoffer Dahy Ernst            | Kristoffer Dahy Ernst                      | Kristoffer Dahy Ernst                      | 29. marts 2023     |
| Tobias Hansen | Med cirkusvogn og champagnesabel     | Anne Glad og Jacob Holst Mouritzen | Peter Øvig                       | Knud Foldschack                            | Peter Øvig                                 | 16. august 2023    |
| Tobias Hansen | Med Spice Girls og strikketøj        | Anne Glad og Jacob Holst Mouritzen | Rosa Lund                        | Rosa Lund                                  | Rosa Lund                                  | 23. august 2023    |
| Tobias Hansen | Med hund og rygende pistol           | Anne Glad og Jacob Holst Mouritzen | Claus Holm                       | Claus Holm                                 | Niels Pinborg                              | 30. august 2023    |
| Tobias Hansen | Med sømpistol og sportsvogn          | Anne Glad og Jacob Holst Mouritzen | Jesper Søvndal og Johanne Mygind | Kamilla Rytter Juhl og Christinna Pedersen | Kamilla Rytter Juhl og Christinna Pedersen | 6. september 2023  |
| Tobias Hansen | Med pindsvin og vinkælder            | Anne Glad og Jacob Holst Mouritzen | Martin Thorborg                  | Martin Thorborg                            | Martin Thorborg                            | 13. september 2023 |
| Tobias Hansen | Med kærlighedssprog og symaskine     | Anne Glad og Jacob Holst Mouritzen | Fanny Bornedal                   | Maria Fantino                              | Maria Fantino                              | 20. september 2023 |

### Sæson 2024
| Vært          | Episode                               | Livstilseksperter                  | Anne Glads gæt         | Jacob Mouritzens gæt   | Boligen tilhørte       | Udgivet            |
| ------------- | ------------------------------------- | ---------------------------------- | ---------------------- | ---------------------- | ---------------------- | ------------------ |
| Tobias Hansen | Med havarti og højt til loftet        | Anne Glad og Jacob Holst Mouritzen | Louise Herping         | Marianne Eihilt        | Mette Grith Stage      | 13. februar 2024   |
| Tobias Hansen | Med slips og skub-op-is               | Anne Glad og Jacob Holst Mouritzen | Peter Kofod            | Peter Kofod            | Peter Kofod            | 20. februar 2024   |
| Tobias Hansen | Med regnskyl og udebruser             | Anne Glad og Jacob Holst Mouritzen | Cecilie Hother         | Cecilie Hother         | Cecilie Hother         | 27. februar 2024   |
| Tobias Hansen | Med huler og halvhøje hæle            | Anne Glad og Jacob Holst Mouritzen | Mette Wendelboe Okkels | Mette Wendelboe Okkels | Mette Wendelboe Okkels | 5. marts 2024      |
| Tobias Hansen | Med stokke i stakkevis                | Anne Glad og Jacob Holst Mouritzen | Thomas Dambo           | Thomas Dambo           | Thomas Dambo           | 12. marts 2024     |
| Tobias Hansen | Med farvekort og naturvin             | Anne Glad og Jacob Holst Mouritzen | Cecilie Lassen         | Stine Pilgaard         | Cecilie Lassen         | 19. marts 2024     |
| Tobias Hansen | Med lykkebrøl og eget land            | Anne Glad og Jacob Holst Mouritzen | Peter Aalbæk           | Peter Aalbæk           | Peter Aalbæk           | 12. juni 2024      |
| Tobias Hansen | Med varme og vilde blomster           | Anne Glad og Jacob Holst Mouritzen | Özlem Cekic            | Özlem Cekic            | Özlem Cekic            | 19. juni 2024      |
| Tobias Hansen | Med beton og hemmelige rum            | Anne Glad og Jacob Holst Mouritzen | Erik Peitersen         | Thomas Uhrskov         | Thomas Uhrskov         | 3. juli 2024       |
| Tobias Hansen | Med automat og airfryer               | Anne Glad og Jacob Holst Mouritzen | Ib Grønbech            | Ib Grønbech            | Ib Grønbech            | 3. september 2024  |
| Tobias Hansen | Med neglekunst og kompromishjørner    | Anne Glad og Jacob Holst Mouritzen | Rikke Göransson        | Molly Egelind          | Molly Egelind          | 10. september 2024 |
| Tobias Hansen | Med traktor og tid til det hele       | Anne Glad og Jacob Holst Mouritzen | Jacob Mark             | Jacob Mark             | Jacob Mark             | 17. september 2024 |
| Tobias Hansen | Med Gunnar og grydesteg               | Anne Glad og Jacob Holst Mouritzen | Vicky Knudsen          | Vicky Knudsen          | Vicky Knudsen          | 24. september 2024 |
| Tobias Hansen | Med skufferod og strømpeskov          | Anne Glad og Jacob Holst Mouritzen | Lone Theils            | Lone Theils            | Lone Theils            | 1. oktober 2024    |
| Tobias Hansen | Med hundelagkage og højt til loftet   | Anne Glad og Jacob Holst Mouritzen | Silas Holst            | Silas Holst            | Silas Holst            | 15. oktober 2024   |
| Tobias Hansen | Med sol og stærkmandssovs på Mallorca | Anne Glad og Jacob Holst Mouritzen | Bendt Bendtsen         | Jesper Bank            | Jesper Bank            | 25. december 2024  |

### Sæson 2025
| Vært          | Episode                             | Livstilseksperter                  | Anne Glads gæt   | Jacob Mouritzens gæt | Boligen tilhørte | Udgivet         |
| ------------- | ----------------------------------- | ---------------------------------- | ---------------- | -------------------- | ---------------- | --------------- |
| Tobias Hansen | Pool og panikknap                   | Anne Glad og Jacob Holst Mouritzen | Charlotte Bøving | Charlotte Bøving     | Charlotte Bøving | 27. maj 2025    |
| Tobias Hansen | Vildt krav til kæresten             | Anne Glad og Jacob Holst Mouritzen | Emma Lund        | Emma Lund            | Emma Lund        | 3. juni 2025    |
| Tobias Hansen | Sender mobilen på hotel             | Anne Glad og Jacob Holst Mouritzen | Laus Høybye      | Laus Høybye          | Laus Høybye      | 10. juni 2025   |
| Tobias Hansen | Gift, men ikke flyttet sammen       | Anne Glad og Jacob Holst Mouritzen | Pernille Corydon | Pernille Corydon     | Pernille Corydon | 17. juni 2025   |
| Tobias Hansen | Festabe med let til tårer           | Anne Glad og Jacob Holst Mouritzen | Hans Lindberg    | Hans Lindberg        | Hans Lindberg    | 24. juni 2025   |
| Tobias Hansen | Har løbet sig til en 16-årig bagdel | Anne Glad og Jacob Holst Mouritzen | Jonas Madsen     | Jonas Madsen         | Jonas Madsen     | 5. august 2025  |
| Tobias Hansen | Egen elevator og slot i baghaven    | Anne Glad og Jacob Holst Mouritzen | Leif Maibom      | Leif Maibom          | Leif Maibom      | 12. august 2025 |